# Сухое (озеро, Кемский район)
Сухое — озеро на территории Куземского сельского поселения Кемского района Республики Карелия.

## Общие сведения
Площадь озера — 1,6 км². Располагается на высоте 87,1 метров над уровнем моря.
Форма озера лопастная. Берега озера сильно изрезанные, каменисто-песчаные, местами заболоченные.
С северо-запада в озеро втекает Кукшручей.
С юго-восточной стороны Сухое короткой протокой соединяется с Малым Вокшозером, которое, в свою очередь, соединено протокой с Вокшозером. Через последнее протекает река Поньгома.
Населённые пункты возле озера отсутствуют. Ближайший — посёлок Шомба — расположен в 28,5 км к юго-западу от озера.
Код объекта в государственном водном реестре — 02020000711102000003894.